# Volker Klimmer
Volker Klimmer (* 25. Februar 1940 in Kaiserslautern) ist ein deutscher Apotheker, Bandleader einer Tanzband und Jazzmusiker (Pianist, Arrangeur, Komponist).

## Leben und Wirken
Klimmer studierte von 1964 bis 1969 Pharmazie an der Friedrich-Alexander-Universität in Erlangen. Von 1972 bis 2011 betrieb er eine Apotheke in Kaiserslautern.
In seiner Jugend erhielt Klimmer Klavierunterricht, war von 1958 bis 1966 Teilnehmer im „Arbeitskreises Jazz“ an der VHS Kaiserslautern, übernahm die Betreuung der Modern Jazz Gruppe, war zuständig für die Schülerbigband und schrieb Arrangements für Konzertauftritte. Von 2008 bis 2009 studierte er Jazz und Popularmusik an der Hochschule für Musik und Darstellende Kunst Frankfurt bei Christoph Spendel, Christof Sänger und Michael Sagmeister. 2009 erfolgte eine weitere Fortbildung an der Landesmusikakademie NRW bei Vladislav Sendecki, Ack van Rooyen und Bart van Lier. Außerdem wurde er von Anke Helfrich unterrichtet.
Das „Volker Klimmer Quintett“ entstand 1960. Es nahm an überregionalen Jazzfestivals teil, wie 2013 am Kammgarn International Jazzfestival, und trat in verschiedenen Jazzclubs auf.
1966 gründete er die „Volker Klimmer Band“, die überregional und international bekannt wurde; sie spielte auch auf Mittelmeerkreuzfahrten. Bandmitglied war lange Jahre sein Zwillingsbruder Bernd Klimmer. Die Band trat in der Zeit von 1985 bis 1997 unter anderem bei Kanzlerfesten in Bonn auf, zum Beispiel 1988 beim „ZNS Ball“ Bonn mit Schirmherrin Hannelore Kohl, bei Festen des Bundespräsidenten wie 1988 beim „Fest des Bürgers“ des Bundespräsidenten Roman Herzog, 1989 bei der Bonner Veranstaltung „40 Jahre Bundesrepublik Deutschland“ sowie bei Landes-, Sport- und Pressebällen. 1998 trat die Band in der Westfalenhalle Dortmund mit Bundeskanzler Helmut Kohl auf.
Klimmer hatte mit seiner Band u. a. Auftritte mit Deborah Sasson, Udo Jürgens, Gillian Scalici, Bill Ramsey, Ingrid Peters, Jean-Claude Pascal, Roberto Blanco, Ireen Sheer, Billy Mo, Joy Fleming, Mary Roos und Chris Howland.
1997 gründete Klimmer die „MeranJazzNight“ im Rahmen des „Pharmacon Meran“ und begleitete dort viele Jahre mit seiner Jazzband Künstler wie Greetje Kauffeld, Bill Ramsey, Joy Fleming und Peter Petrel.
Volker Klimmer ist seit 1970 mit Christine Klimmer, geb. Rahn verheiratet; das Paar hat eine gemeinsame Tochter.

## Auftritte in Funk und Fernsehen
1972 wurde die Volker Klimmer Band in der Fernsehsendung Abendschau des SWF porträtiert. Klimmer komponierte und produzierte Musik für Fernseh- und Industriewerbung. Ab 2000 wendete er sich wieder vermehrt dem Jazz zu und arbeitet hauptsächlich mit Helmut Engelhardt, Pierre Paquette (SWR Big Band), Ralph(Mosch)Himmler, Wolfgang Janischowski, Ingo von Wenzlawowicz und Sängerin Lisa Mosinski. 2016 wurde das Jubiläums-Benefizkonzert „50 Jahre Volker Klimmer Band“ in Zusammenarbeit mit der Stadt Kaiserslautern in der Fruchthalle Kaiserslautern veranstaltet.

## Ehrungen
2005 verlieh ihm die Stadt Kaiserslautern das „Barbarrosa Siegel“ für seine besonderen Verdienste bei der Gestaltung des kulturellen Lebens der Stadt Kaiserslautern.

## Diskografie
- 1979: LP „Kontraste“ d-sound JD 110
- 1995: CD „Partytour“ VK 9601